# Wereldkampioenschappen tafeltennis 1985
De wereldkampioenschappen tafeltennis 1985 werden van 28 maart t/m 7 april gehouden in de Zweedse stad Göteborg. Het was de 38e editie van het toernooi.
Op het programma stonden zeven onderdelen:
- Enkelspel mannen. Regerend kampioen was  Guo Yuehua.
- Enkelspel vrouwen. Regerend kampioen was  Cao Yanhua.
- Dubbelspel mannen. Regerend kampioenen waren  Zoran Kalinić en  Dragutin Šurbek.
- Dubbelspel vrouwen. Regerend kampioenen waren  Shen Jianping en  Dai Lili.
- Gemengd dubbel. Regerend kampioenen waren  Guo Yuehua en  Ni Xia Lian.
- Team mannen. Regerend kampioen was  China.
- Team vrouwen. Regerend kampioen was  China.

De winnaars mogen zich voor twee jaar wereldkampioen noemen. De verliezend finalist ontvangt de zilveren medaille. De verliezers van de halve finales ontvangen de bronzen medaille op de individuele onderdelen. Bij de teams wordt er wel om de bronzen plak gestreden door de verliezende halvefinalisten.

## Medailles

### Medaillewinnaars
| Onderdeel        | Goud                                                                 | Zilver                                                                        | Brons                                                                                 |
| Enkelspel (m)    | Jiang Jialiang                                                       | Chen Longcan                                                                  | Lo Chuen Tsung Teng Yi                                                                |
| Enkelspel (v)    | Cao Yanhua                                                           | Geng Lijuan                                                                   | Qi Baoxiang Dai Lili                                                                  |
| Dubbel (m)       | Mikael Appelgren Ulf Carlsson                                        | Milan Orlowski Jindřich Panský                                                | Fan Changmao He Zhiwen Cai Zhenhua Jiang Jialiang                                     |
| Dubbel (v)       | Dai Lili Geng Lijuan                                                 | Cao Yanhua Ni Xia Lian                                                        | Jiao Zhimin Qi Baoxiang Guan Jianhua Tong Ling                                        |
| Dubbel (gemengd) | Cai Zhenhua Cao Yanhua                                               | Jindřich Panský Marie Hrachová                                                | Chen Xinhua Tong Ling Fan Changmao Jiao Zhimin                                        |
| Team (m)         | China Chen Longcan Chen Xinhua Jiang Jialiang Wang Huiyuan Xie Saike | Zweden Mikael Appelgren Ulf Bengtsson Ulf Carlsson Erik Lindh Jan-Ove Waldner | Polen Stefan Dryszel Andrzej Grubba Andrzej Jakubowicz Leszek Kucharski Norbert Mnich |
| Team (v)         | China Dai Lili Geng Lijuan He Zhili Tong Ling                        | Noord-Korea Cho Jung-hui Han Hye-song Li Bun-hui Pang Chun-dok                | Zuid-Korea Lee Soo-ja Lee Sun Yang Young-ja Yoon Kyung-mi                             |

### Medailleklassement
Dubbelparen uit verschillende landen gelden ieder als 0,5.
| Plaats | Land              | Goud | Zilver | Brons | Totaal |
| 1      | China             | 6    | 3      | 9     | 18     |
| 2      | Zweden            | 1    | 1      | 0     | 2      |
| 3      | Tsjecho-Slowakije | 0    | 2      | 0     | 2      |
| 4      | Noord-Korea       | 0    | 1      | 0     | 1      |
| 5      | Hongkong          | 0    | 0      | 1     | 1      |
| 5      | Polen             | 0    | 0      | 1     | 1      |
| 5      | Zuid-Korea        | 0    | 0      | 1     | 1      |
| Totaal | Totaal            | 7    | 7      | 12    | 26     |